# Deadwood (Alberta)

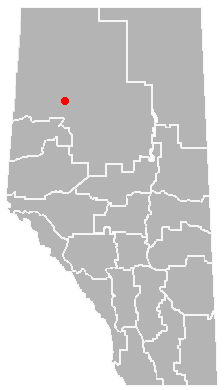
Localisation de Deadwood en Alberta

Deadwood est un hameau (hamlet) du Comté de Northern Lights, situé dans la province canadienne d'Alberta.